# Juan de Miramontes y Zuázola
Juan de Miramontes Zuázola fue un militar y poeta español de los siglos XVI y XVII que vivió y escribió en América. Fue autor del poema épico Armas antárticas (c. 1609)
Nacido en España en 1567, Miramontes pasó a América en 1586 con la Armada de Álvaro Flores Quiñones para combatir al inglés Francis Drake, a quien nunca llegó a enfrentar. En 1587 navegó hasta Acapulco en persecución de otro inglés, Thomas Cavendish. Fue militar en la recientemente creada Armada del Mar del Sur para proteger los tesoros enviados desde el Perú hasta Panamá. En 1590 fue nombrado, por el virrey García Hurtado de Mendoza, alférez de Pedro de Arana en el puerto de Arica y en 1600 servía en Pisco por alarma de holandeses. Nunca llegó a combatir con los piratas. En 1596 el mismo virrey le concedió una plaza en la Compañía de arcabuceros, pero no entró en efecto. En 1604 el virrey Luis de Velasco lo nombró Gentilhombre arcabucero en la guarda del reino del Perú, con lo cual Miramontes pasó a residir en la ciudad de Lima. En 1607 alquiló una casa y compró una esclava criolla. En enero de 1611 ya había fallecido, seguramente en esa misma ciudad.
Juan de Miramontes Zuázola escribió Armas antárticas, poema épico en 20 cantos y 1704 octavas reales, dedicado al nuevo virrey del Perú, el poeta Juan de Mendoza Luna, marqués de Montesclaros. Miramontes debió terminar su poema en Lima hacia 1608 o 1609. La materia de sus versos es principalmente histórica: narra los ataques de piratas ingleses en los años anteriores a su llegada al Perú (1578-1579), principalmente los hechos de John Oxenham (Oxnán en el poema) en la zona de Panamá y el Darién y su alianza con los negros cimarrones, así como los viajes de Sarmiento de Gamboa al Estrecho de Magallanes y sus intentos de colonización entre 1580 a 1587. Los dos primeros cantos se ocupan de la historia inicial de la conquista del Perú, entre 1530 y 1555, con un elogio de Lima. Entre los cantos XI a XVII, se inserta en el poema la narración de amores de Chalcuchima y Curicoyllor, de personajes puramente indígenas, ambientada entre Cuzco y Vilcamabamba prehispánicos.
La materia de su poema ha llevado a la crítica a suponer que Miramontes vivió en Tierra Firme (la actual Panamá), y que en 1576 participó como alférez del capitán Diego de Frías en la campaña contra el pirata John Oxenham, lugarteniente de Francis Drake. La realidad es que Miramontes pasó a América diez años después de esos hechos. En 1943 el historiador Raúl Porras Bernechea publicó una relación de los servicios de Miramontes, fechada en junio de 1604, donde se precisa que el poeta llegó a Tierra Firme en 1586; en 1951 Guillermo Lohmann Villena encontró una declaración de Miramontes en la que decía tener 38 años en 1605. La fecha de fallecimiento (finales de diciembre de 1610-enero 1611)  se estableció por documentos notariales que dio a conocer Paul Firbas en su edición crítica y anotada de Armas antárticas publicada en 2006, donde se incluyen transcripciones de la documentación biográfica.